# Jacques Feldbau
Jacques Feldbau   (Estrasburg, 22 d'octubre de 1914 - Camp de concentració de Ganacker, 22 d'abril de 1945) va ser un matemàtic jueu francès, mort en un camp de concentració nazi.
Feldbau va nàixer a Estrasburg en una família jueva benestant de parla alemanya. Va fer la seva escolarització al lycée Fustel de Colanges i de 1932 a 1934 va preparar el seu ingrés a les Grandes Écoles al lycée Kleber. Finalment no va ingressar a l'École Normale Supérieure, perquè l'examen d'ingrés era en dissabte i la seva religió no li permetia fer res en aquest dia de la setmana. El 1934 va començar els estudis de matemàtiques a la universitat d'Estrasburg en la qual es va graduar el 1938. El 1939 va ser mobilitzat i va fer el servei militar a l'aviació, després de la caiguda de França va ser desmobilitzat i va ser professor a una escola de Châteauroux per breu temps perquè els edictes antisemites del govern de Vichy el van expulsar de la funció pública. El 1940 va a Clarmont d'Alvèrnia (a on s'havia traslladat la universitat d'Estrasburg) per preparar la seva tesi doctoral, sota la direcció de Charles Ehresmann. Durant aquest temps es veu obligat a publicar els seus articles d'incògnit sota el pseudònim de Jacques Laboureur. El juny de 1943 va ser detingut pels nazis i empresonat successivament a camps de concentració a Moulins, París i Auschwitz. Quan es va desmantellar el camp d'Auschwitz, el 18 de gener de 1945, per l'arribada de l'exèrcit soviètic, va ser una de les víctimes de la marxa de la mort que es va organitzar per traslladar els presoners romanents al camp de concentració de Flossenbürg a Baviera. Després d'un breu temps a Flossenbürg, va ser finalment traslladat al camp de concentració de Ganacker (un camp més petit, filial de Flossenbürg, on va morir summament debilitat el 22 d'abril de 1945, dos dies abans de l'alliberament del camp i setmana i mitja abans del final de la guerra.
Només va publicar mitja dotzena d'articles científics (dos d'ells sota pseudònim), però van tenir un impacte notable perquè eren treballs pioners sobre els fibrats. El 1958 es van publicar de forma póstuma unes notes seves que havien de formar part del seu treball de doctorat, en el qual volia relacionar els fibrats amb els problemes d'homotopia.
A més de matemàtic, Feldbau era un notable pianista i un extraordinari esportista que va guanyar algun campionat nacional de natació.
El 1957, la seva germana va fer traslladar les seves despulles mortals al cementiri jueu d'Estrasburg.